# Xenó d'Hermione
Xenó d'Hermíona (grec antic: Ξένων, llatí: Xenon) fou un tirà de l'antiga Grècia de la ciutat d'Hermíona. Segons Polibi, fou un dels pocs que va abdicar voluntàriament el seu poder tirànic i va permetre a la ciutat unir-se a la Lliga Aquea.